# Brent Whitfield
Brent Whitfield (8 de enero de 1981, Long Beach, California) es un exfutbolista estadounidense que jugaba como mediocampista.

## Trayectoria
| Período   | Club                                   |
| --------- | -------------------------------------- |
| 1999-2003 | California State University, Fullerton |

| Período   | Club                          | Partidos (goles) |
| --------- | ----------------------------- | ---------------- |
| 2004      | Southern California Seahorses | ? (?)            |
| 2005      | Seattle Sounders              | 25 (6)           |
| 2006-2007 | Club Deportivo Chivas USA     | 6 (0)            |